# ハナロカード
ハナロカード（ハングル: 하나로카드）は、大韓民国の釜山広域市の広域鉄道機関を中心に、ソウル特別市、仁川広域市、京畿道、慶尚南道梁山市などで使用可能な交通カード（ICカード乗車券）の名称である。2012年4月1日からハナロカード単体としての販売はされず、cashbee（キャッシュビー）と統合したカードが販売されていた。

## 概要
ハナロカードは、1997年9月7日に試験運用が開始された後、1998年2月3日から釜山広域市内のバス・都市鉄道で全面的に利用が開始され、同年8月20日にはマウルバスと都市高速道路で利用が可能になった。2012年4月1日からcashbeeと統合し、ハナロカード単体としての販売は廃止され、cashbee対応のカードが発行された。なお、cashbeeは2023年12月からEZL（イズル）に代わっている。

## 歴史
- 1998年2月3日 ‐ 釜山広域市内のバス・地下鉄で利用を開始。
- 2008年11月26日 ‐ 梁山市で利用開始になった。
- 2009年1月10日 - ソウル特別市、京畿道、仁川広域市でも利用可能に。
- 2009年4月10日 - 済州特別自治道西帰浦市、済州市で利用可能に。
- 2012年4月1日 - cashbeeに統合し、cashbee対応ハナロカードの発売開始。ハナロカード単体としての販売終了。

## 導入事業者・加盟店など
cashbeeに統合後は当該項目を参照。
- 釜山広域市
  - バス、地下鉄、釜山-金海軽電鉄、釜山地域タクシー、広安大橋、荒領山トンネル、水亭山トンネル等
- ソウル特別市
  - 広域バス、幹線バス、支線バス、循環バス、地域内バス及び地下鉄
- 仁川広域市
  - 市内バス、地下鉄
- 京畿道
  - 道内全地域の直行座席バス、座席バス、一般バス、地域内バス、地下鉄
- 慶尚南道
  - 梁山市、金海市のバス料金、釜山-金海軽電鉄
- 済州特別自治道
  - 西帰浦市、済州市の市内バス